# Morti nel 1603
| Questa pagina contiene informazioni ricavate automaticamente dalle voci biografiche con l'ausilio del template Bio e di un bot. L'aggiornamento è periodico e automatico e ricostruisce completamente la pagina. Se manca una persona in questa lista, sei pregato di non aggiungerla, ma accertati piuttosto che la sua voce biografica contenga il template Bio e che i dati anagrafici siano correttamente compilati. Se il template Bio manca, inseriscilo tu stesso o, in alternativa, metti l'avviso {{tmp\|Bio}} che ne segnala la mancanza. Se i dati riportati sono sbagliati, correggi direttamente la voce biografica; le modifiche saranno visibili in questa lista entro pochi giorni. Per chiarimenti vedi il progetto biografie. La lista contiene solo le 75 persone che sono citate nell'enciclopedia e per le quali è stato implementato correttamente il template Bio. Pagina aggiornata al 18 giu 2025. |

## Gennaio(5)
- 3 gennaio - Gazanfer Ağa, politico italiano
- 4 gennaio - Ostilio Ricci, matematico italiano (n. 1540)
- 5 gennaio - Jacopo VII Appiano, nobile italiano (n. 1581)
- 25 gennaio - Jacopo Foscarini, politico, diplomatico e militare italiano (n. 1523)
- 25 gennaio - Francesco Zirano, religioso italiano (n. 1564)

## Febbraio(9)
- 7 febbraio - Gulbadan Begum, principessa e scrittrice indiana (n. 1523)
- 7 febbraio - Hermann Wilken, umanista e matematico tedesco (n. 1522)
- 14 febbraio - Alfonso Gesualdo, cardinale e arcivescovo cattolico italiano (n. 1540)
- 18 febbraio - Claudia Caterina di Clermont, nobildonna francese (n. 1543)
- 19 febbraio - Juan Azor, filosofo e presbitero spagnolo (n. 1535)
- 23 febbraio - Andrea Cesalpino, botanico, medico e anatomista italiano
- 23 febbraio - François Viète, matematico e politico francese (n. 1540)
- 25 febbraio - Catherine Carey, contessa di Nottingham, nobildonna inglese (n. 1550)
- 26 febbraio - Maria di Spagna (n. 1528)

## Marzo(4)
- 5 marzo - Ferrante Fornari, giurista italiano (n. 1533)
- 14 marzo - Ulrico III di Meclemburgo-Güstrow, duca (n. 1527)
- 24 marzo - Elisabetta I d'Inghilterra, regina (n. 1533)
- 25 marzo - Ikoma Chikamasa, militare giapponese (n. 1526)

## Aprile(3)
- 24 aprile - James Beaton, arcivescovo cattolico scozzese (n. 1517)
- 25 aprile - Giorgio Federico di Brandeburgo-Ansbach, nobile (n. 1539)
- 25 aprile - Gregorio di Valencia, umanista spagnolo (n. 1550)

## Maggio(2)
- 14 maggio - Gabriele VIII di Alessandria, vescovo cristiano orientale egiziano
- 26 maggio - Federico Spinola, ammiraglio italiano (n. 1571)

## Giugno(5)
- 1º giugno - Hendrik van Steenwijck I, pittore olandese
- 7 giugno - Şehzade Mahmud, principe ottomano (n. 1587)
- 8 giugno - Stanisław Karnkowski, arcivescovo cattolico e scrittore polacco (n. 1520)
- 14 giugno - Girolamo Rusticucci, cardinale e vescovo italiano (n. 1537)
- 21 giugno - Giacomo Antonio Cortuso, botanico italiano (n. 1513)

## Luglio(2)
- 4 luglio - Philippe de Monte, compositore fiammingo (n. 1521)
- 25 luglio - Santi di Tito, pittore e architetto italiano (n. 1536)

## Agosto(2)
- 1º agosto - Michele Priuli, vescovo cattolico italiano (n. 1547)
- 16 agosto - Silvio Antoniano, cardinale, pedagogista e saggista italiano (n. 1540)

## Settembre(5)
- 1º settembre - Barnim X di Pomerania, tedesco (n. 1549)
- 1º settembre - Buonviso Buonvisi, cardinale e arcivescovo cattolico italiano (n. 1551)
- 18 settembre - Pietro Luci, umanista, poeta e teologo fiammingo (n. 1548)
- 25 settembre - Stefano Felis, compositore italiano (n. 1538)
- 29 settembre - Francesco Buonamici, medico, filosofo e scrittore italiano (n. 1533)

## Ottobre(6)
- 3 ottobre - Cristoforo Boncompagni, arcivescovo cattolico italiano (n. 1537)
- 15 ottobre - Takeda Nobuyoshi, militare giapponese (n. 1583)
- 18 ottobre - Edward Stafford, III barone Stafford, nobile inglese (n. 1535)
- 18 ottobre - Yemişçi Hasan Pascià, politico e militare ottomano (n. 1535)
- 20 ottobre - Giovanni Pietro Maffei, religioso e scrittore italiano (n. 1536)
- 29 ottobre - Irina Fëdorovna Godunova, russa (n. 1557)

## Novembre(5)
- 12 novembre - Giovanni VII di Oldenburg, nobile tedesco (n. 1540)
- 16 novembre - Pierre Charron, filosofo e teologo francese (n. 1541)
- 19 novembre - Sertorio Quattromani, scrittore, filosofo e filologo italiano (n. 1541)
- 20 novembre - Krzysztof Mikołaj Radziwiłł, nobile e politico polacco (n. 1547)
- 30 novembre - William Gilbert, fisico britannico (n. 1544)

## Dicembre(5)
- 2 dicembre - Julien e Marguerite de Ravalet, francese (n. 1582)
- 4 dicembre - Maarten de Vos, pittore fiammingo (n. 1532)
- 8 dicembre - Girolamo Mattei, cardinale, nobile e collezionista d'arte italiano (n. 1547)
- 22 dicembre - Mehmed III, sultano ottomano (n. 1566)
- 27 dicembre - Thomas Cartwright, insegnante e teologo inglese (n. 1535)

## Senza giorno specificato(22)
- Alvise Bon, nobiluomo italiano (n. 1547)
- Orazio Augenio, medico italiano (n. 1527)
- Ahmad al-Mansur, sultano marocchino (n. 1549)
- Giulio Cesare Barbetta, liutista e compositore italiano (n. 1540)
- Merga Bien, tedesca (n. 1560)
- Benedetto Bresca, marinaio italiano (n. 1530)
- Camillo Camilliani, scultore, architetto e ingegnere italiano (n. 1550)
- Baldassare Donato, compositore e cantore italiano
- Anton Eisenhoit, incisore, orafo e medaglista tedesco (n. 1554)
- Ellis Gibbons, compositore inglese (n. 1573)
- William Kempe, attore teatrale e ballerino britannico
- Ralph Lane, esploratore britannico (n. 1530)
- Francesco Morandi, architetto italiano (n. 1528)
- Pietro Marone, pittore italiano (n. 1548)
- Matteo II di Costantinopoli, arcivescovo ortodosso greco
- Beatriz de Menezes (n. 1560)
- Grace O'Malley, rivoluzionaria e pirata irlandese
- Camillo Pellegrino, poeta, scrittore e presbitero italiano (n. 1527)
- Satomi Yoshiyasu, militare giapponese (n. 1573)
- Jacob Savery, pittore olandese (n. 1566)
- Takigawa Kazutoki, militare giapponese (n. 1568)
- William Tisdale, compositore inglese